# San Francisco 49ers 1950
La stagione 1950 dei San Francisco 49ers è stata la prima della franchigia nella National Football League, dopo avere giocato le quattro stagioni precedenti nella All-America Football Conference, fallita dopo il 1949. Assieme ai Niners, anche i Cleveland Browns e i Baltimore Colts confluirono nella NFL.

## Partite

### Stagione regolare
| Turno | Data  | Trasferta           | Risultato | Punteggio | Casa                | Record | Pubblico |
| 1     | 17/9  | New York Yanks      | S         | 21–17     | San Francisco 49ers | 0–1–0  | 29,600   |
| 2     | 24/9  | Chicago Bears       | S         | 32–20     | San Francisco 49ers | 0–2–0  | 35,558   |
| 3     | 1/10  | Los Angeles Rams    | L         | 35–14     | San Francisco 49ers | 0–3–0  | 27,262   |
| 4     | 8/10  | San Francisco 49ers | S         | 24–7      | Detroit Lions       | 0–4–0  | 17,337   |
| 5     | 12/10 | San Francisco 49ers | S         | 29–24     | New York Yanks      | 0–5–0  | 5,740    |
| 6     | 22/10 | Detroit Lions       | V         | 28–27     | San Francisco 49ers | 1–5–0  | 27,350   |
| 7     | 29/10 | Baltimore Colts     | V         | 17–14     | San Francisco 49ers | 2–5–0  | 14,800   |
| 8     | 5/11  | San Francisco 49ers | S         | 28–21     | Los Angeles Rams    | 2–6–0  | 15,952   |
| 9     | 12/11 | San Francisco 49ers | S         | 34–14     | Cleveland Browns    | 2–7–0  | 28,786   |
| 10    | 19/11 | San Francisco 49ers | S         | 17–0      | Chicago Bears       | 2–8–0  | 35,105   |
| 11    | 26/11 | San Francisco 49ers | S         | 25–21     | Green Bay Packers   | 2–9–0  | 13,186   |
| 12    | 10/12 | Green Bay Packers   | V         | 30–14     | San Francisco 49ers | 3–9–0  | 19,204   |

## Premi individuali
Cinque giocatori di San Francisco furono convocati per il Pro Bowl:
| Giocatore          | Ruolo             |
| ------------------ | ----------------- |
| Frankie Albert     | Quarterback       |
| Visco Grgich       | Offensive lineman |
| Leo Nomellini      | Defensive lineman |
| Norm Standlee      | Running back      |
| Johnny Strzykalski | Running back      |